# Elisabeth Domitien
Elisabeth Domitien (1925 – 26 tháng 4 năm 2005) từng là thủ tướng của Cộng hòa Trung Phi từ năm 1975 đến 1976. Bà là người đầu tiên và Tính đến  năm 2018 là người phụ nữ duy nhất giữ vị trí này ở trong đất nước của bà.

## Hoàn cảnh gia đình
Domitien được sinh ra ở lobaye . Gia đình có một đồn điền, và cha bà làm thuê trong ngành dịch vụ bưu chính còn mẹ bà là nông dân.

## Đầu đời và sự nghiệp
Domitien là con cả và là con gái duy nhất. Bà chỉ nhận được hướng dẫn qua loa trong việc đọc và viết ở trường Công giáo và học nấu ăn và may vá. Bà dành phần lớn thời gian làm việc trong lĩnh vực này và giúp bán các sản phẩm nông nghiệp. Tuy nhiên, bà đã học cách đối phó với những con số và tự mình trở thành một nông dân và một nữ doanh nhân. bàấy có một tính cách mạnh mẽ và dám nghĩ dám làm, khiến bà ấy nổi tiếng trong giới phụ nữ trong làng và là một nhà lãnh đạo không chính thức trong cộng đồng. Năm 20 tuổi, bà tham gia vào cuộc đấu tranh giải phóng.

## Đời sống chính trị
Domitien đã huy động dân chúng bằng các bài phát biểu của mình ở Sangho, giúp đoàn kết các nhóm khác nhau và tạo ra ý thức về bản sắc dân tộc. Bà trở thành người đứng đầu nhóm phụ nữ trong phong trào độc lập, Phong trào vì sự tiến hóa xã hội của Châu Phi Đen ( MESAN ). bà cộng tác chặt chẽ với Barthélémy Boganda, người sáng lập phong trào, và trở thành chủ tịch của đảng năm 1953. Đất nước trở nên độc lập vào năm 1960 và Domitien hợp tác với tổng thống đầu tiên của Cộng hòa Trung Phi, David Dacko, và tổng tư lệnh, Jean-Bédel Bokassa . Bà phục vụ như một cố vấn chính trị cho cả các nhà lãnh đạo và người dân, cố gắng dung hòa các lợi ích khác nhau và cải thiện mức sống của người dân. Dacko cai trị theo cách độc đoán và đất nước này sớm trở thành một quốc gia độc đảng với MESAN là đảng hợp pháp duy nhất. Năm 1965 Bokass nắm quyền trong một cuộc đảo chính, bãi bỏ hiến pháp, giải tán quốc hội và bổ nhiệm mình làm người đứng đầu đảng, nhà nước và chính phủ với quyền lập pháp và hành pháp.
Năm 1972 Bokassa tuyên bố mình là chủ tịch và làm phó chủ tịch của đảng. Năm 1973, bà lãnh đạo Đại hội toàn quốc đầu tiên của nông dân Trung Phi. Bà thông minh và cần cù, lôi cuốn dân chúng và phục vụ như một lực lượng thống nhất mà Bokassa cần. Năm 1974, bà tuyên bố mình là nguyên soái. Bà có một nội các trong đó các bộ trưởng thay đổi liên tục và vào ngày 2 tháng 1 năm 1975, bà thành lập một chính phủ mới. Tại đây Bokassa đã giới thiệu chức vụ thủ tướng và Elisabeth Domitien được bổ nhiệm vào vị trí này. Đó là Năm Quốc tế Phụ nữ và Bokassa muốn đưa ra thông báo tích cực cho chính mình quốc tế bằng cách bổ nhiệm một phụ nữ vào vị trí lãnh đạo. Bà là người phụ nữ đầu tiên làm thủ tướng của một quốc gia châu Phi .
Domitien đã làm việc để tăng cường thu nhập và nâng cao vị trí của phụ nữ trong xã hội. Bà đã bị một số người trong CAR chỉ trích vì sự hỗ trợ mà bà đã dành cho Bokassa. Theo quan điểm của bà, dân số nên theo người lãnh đạo của họ. Đồng thời, bà yêu cầu tổng thống nên tôn trọng người dân và bảo vệ quyền lợi của họ. bà không ngại nói lên ý kiến của mình, ngay cả với tổng thống và đưa nhiều người ra tù sau khi họ bị bắt mà không bị xét xử. Mối quan hệ của bà với Bokassa trở nên gay gắt khi bà muốn tự xưng là hoàng đế. Khi Domitien phản đối kế hoạch, bà đã bị đuổi việc ngay lập tức và nội các của bà đã bị bãi bỏ (7 tháng 4 năm 1976).
Với việc lật đổ Bokassa vào tháng 9 năm 1979, Domitien đã bị bắt và đưa ra xét xử với cáo buộc che đậy hành vi tống tiền của Bokassa trong nhiệm kỳ làm thủ tướng. Bà đã thụ án tù ngắn và bị đưa ra xét xử vào năm 1980, sau đó bà bị cấm trở lại chính trường. Năm 1981, quân đội đã giành lại quyền kiểm soát và cai trị trong 12 năm. Năm 1993, quân đội được thay thế bởi một chính phủ dân sự và Ange-Félix Patassé được bầu làm tổng thống. Domitien đã nhận được bồi thường cho sự đối xử bất công mà bà đã trải qua. Bà vẫn là một nhân vật nổi bật, vừa là một cựu chính trị gia vừa là một nữ doanh nhân, và được chôn cất với những danh dự chính thức khi bà qua đời vào năm 2005.

## Cuộc sống cá nhân
Domitien kết hôn hai lần; Người chồng đầu tiên của bà là Jean Baka, làm kế toán trong một công ty ven sông và đi lại giữa Bangui và Brazzaville. Họ có một bàcon gái, Beatrice năm 1941, nhưng cuối cùng đã ly dị. Sau đó, Domitien kết hôn với ông Ngouka-Langadiji, là thị trưởng và điều hành một đồn điền cà phê ở vùng Mobaye phía đông thủ đô. Ông đã có một vài người vợ và không chuyển đến sống cùng khi kết hôn với Elisabeth. Bà sống một mình ở Bangui và chồng bà thường xuyên đến thăm bà.